# 陈来元
陈来元，1942年生，中华人民共和国政治人物、外交官。江蘇省泰州市海陵區泰東鎮人。
中共黨員。1968年畢業於南京大學外文系。先後在北京外交人員服務局、外交部工作。曾任中國駐以色列大使館政務參讚，外交部亞非司黨總支書記。
1997年，接替林廷海，担任中华人民共和国驻莱索托大使。2000年，由张宪一接任。
現任中國經濟社會理事會理事、中國外交史學會會員、外交部老幹部筆會會員。1981年開始發表作品。2009年加入中國作家協會。譯著荷蘭高羅佩長篇小說《大唐狄仁傑斷案傳奇》、《狄公探案選》、《狄公斷獄大觀》、《狄公案》、《大唐狄公全傳》、《狄仁傑斷案全集》、《大唐狄公案》、《迷宮案》，美國厄爾·德爾·比格斯的《倫敦大偵探之死》、英國狄更斯的《艱難時世》以及納米比亞總統努喬馬自傳《堅定不移》。